# Marea cursă de Crăciun
Marea cursă de Crăciun (în engleză Arthur Christmas) este un film de animație pe calculator de comedie din 2011 produs de Columbia Pictures, Sony Pictures Animation și Aardman Animations și distribuit de Sony Pictures Releasing. A avut premiera pe 11 noiembrie 2011 în Marea Britanie și pe 23 noiembrie 2011 în Statele Unite. Filmul este regizat de Sarah Smith. În film interpretează (voci) James McAvoy, Hugh Laurie, Jim Broadbent, Bill Nighy, Imelda Staunton și Ashley Jensen. Acțiunea are loc la Polul Nord, scenariul prezentând povestea lui Arthur Christmas, fiul lui Moș Crăciun. Arthur trebuie să împlinească o misiune până în dimineața Crăciunului. Premiera românească a avut loc pe 25 noiembrie 2011, în 3D, varianta dublată și subtitrată, fiind distribuit de Intercom Film Distribution.

## Distribuție
- James McAvoy ca Arthur Claus (Crăciun),  fiul cel mic și blajin, dar lipsit de tact, al lui Malcolm și al Margaretei, el lucrează în sala scrisorilor.
- Hugh Laurie ca Steven "Steve" Claus (Crăciun),  fiul cel mare al lui Malcom  și al Margaretei; este rece dar incredibil de capabil, totuși cinic. Fratele lui Arthur.
- Bill Nighy ca Bunicul-Moș Crăciun, are 136 de ani, este tatăl capricios al lui Malcom și bunicul lui Steve și Arthur;  nu îi place lumea modernă.
- Jim Broadbent ca Malcolm "Moș" Crăciun, este un om foarte amabil dar incompetent; este cel care conduce afacerile de la Polul Nord, fiul Bunicului-Moș Crăciun; este soțul Margaretei și tatăl lui Steve și Arthur.
- Imelda Staunton ca Margaret Claus (Crăciun), soția dedicată și talentată a lui Malcom; mama lui Steve și Arthur.[6]
- Ashley Jensen ca Bryony, un elf de Crăciun entuziast din batalionul responsabil cu ambalajele pentru cadouri.
- Marc Wootton ca Peter, un elf, este asistentul lui Steve
- Laura Linney ca vocea Computerului de la Polul Nord
- Eva Longoria ca Chief De Silva, șeful UNFITA, Haga (United Northern Federal International Treaty Alliance - Alianța Tratatului Internațional a Uniunii Federale a Nordului)
- Ramona Marquez ca Gwen Hines, fata al cărui cadou Arthur trebuie să-l livreze.
- Michael Palin ca Ernie Clicker, cel mai în vârstă elf și fostul șef al Comunicațiilor de la Polul Nord, având 46 de misiuni împlinite când Bunicul-Moș Crăciun era Moș Crăciun.[7]
- Sanjeev Bhaskar, Robbie Coltrane, Joan Cusack, Rhys Darby, Jane Horrocks, Iain McKee, Andy Serkis și Dominic West ca elfii cei mai importanți

## Producție
Arthur Christmas a fost prima oară anunțat în 2007, sub numele Operation Rudolph. Este primul film produs de  Aardman în parteneriat cu Sony Pictures Entertainment și subsidiarele acestei companii.

## Dublajul în română al filmului
Au dublat în limbă română:
- Bogdan Cotleț - Arthur[12]
- Valentin Uritescu - Bunicul Crăciun[13]